# Mikołaj z Wilkowiecka

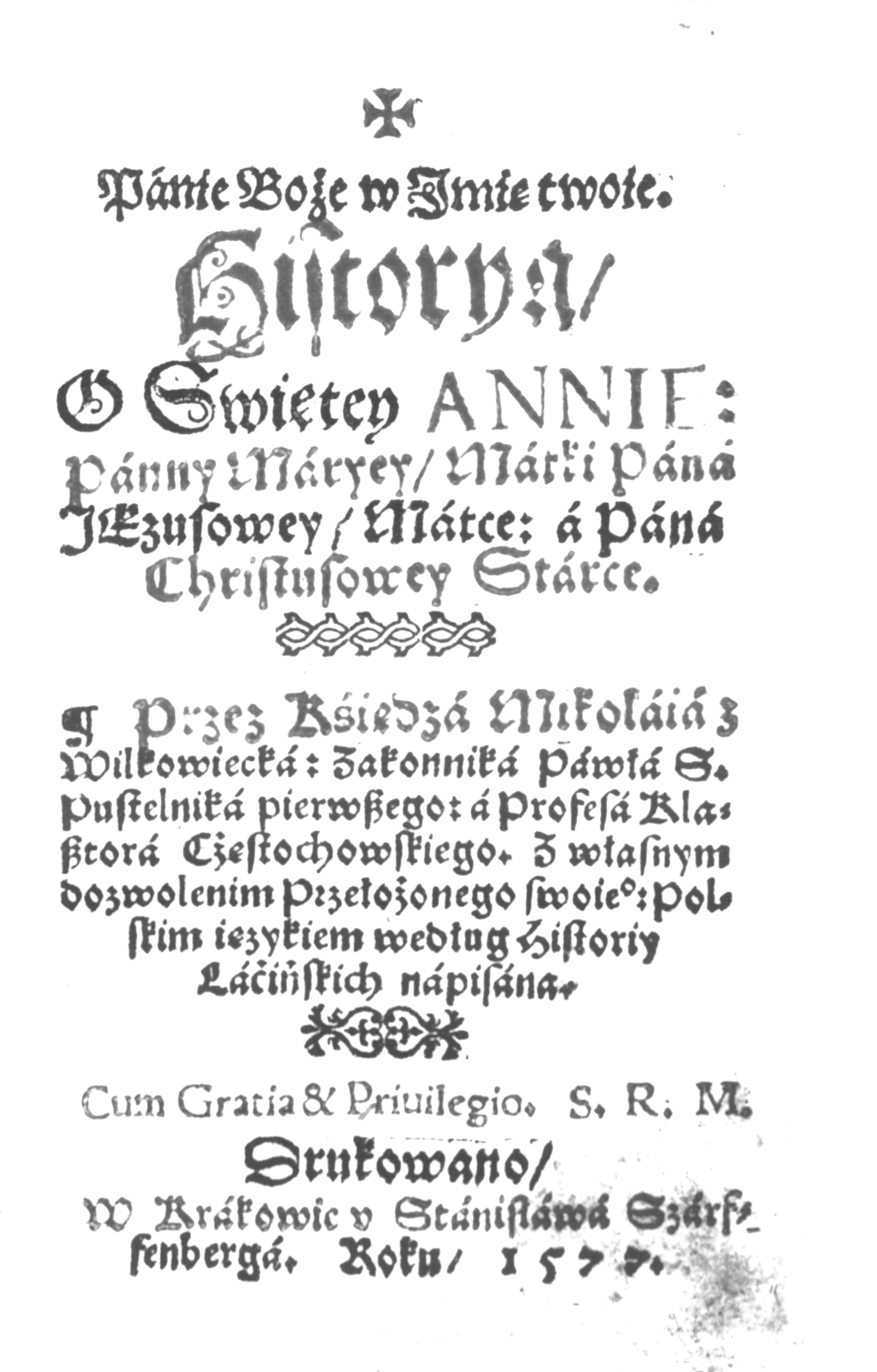
Historia o świętej Annie 1577

Mikołaj z Wilkowiecka OSPPE, inne formy nazwiska: Mikołaj Wilkowiecki, Nicolaus Wilkowiecko (ur. w I poł. XVI wieku, prawdopodobnie we wsi Wilkowiecko, zm. 15 sierpnia 1601 w Wieluniu) – polski zakonnik, apologeta katolicki, poeta, tłumacz, prowincjał paulinów, autor pism religijnych.

## Życiorys
Posiadał dobre wykształcenie. Od 1563 do 1566 był kaznodzieją krakowskiego kościoła św. Michała Archanioła i św. Stanisława, czyli klasztoru na Skałce. Następnie (1566) przebywał w klasztorze jasnogórskim w Częstochowie. W 1579 został jego przeorem. Prawdopodobnie w tym samym roku, lub rok później wybrany na stanowisko prowincjała paulinów Polski. Przez jakiś czas przebywał we Włoszech, m.in. jako przeor domu S. Stefano in Rotondo w Rzymie Pod koniec życia mieszkał w Kościele św. Mikołaja w Wieluniu, ówczesnym zakonie paulinów. Tam też zmarł 15 sierpnia roku 1601.

## Twórczość
Jest autorem lub według części badaczy kompilatorem wierszowanego misterium rezurekcyjnego pt. Historyja o chwalebnym Zmartwychwstaniu Pańskim powstałym zapewne w 1580. Do końca XIX wieku była to najczęściej grana sztuka teatru ludowego w Polsce. W XX w. kilkakrotnie inscenizowane w profesjonalnych teatrach, m.in. w Teatrze Reduta w reżyserii Leona Schillera w 1923 i przez Kazimierza Dejmka w 1961, 1962 i 1976. Oprócz tego napisał szereg kazań i pism hagiograficznych.

## Upamiętnienie
14 września 2014 roku odsłonięto przy kościele w Wilkowiecku pomnik Mikołaja z Wilkowiecka sfinansowany przez miejscowych przedsiębiorców.

### Ważniejsze dzieła
- Flores sermorum in Evangelia Dominicalia post festum Sanctissimae Trinitatis, Ecclesiae Catholicae usurpata, Kraków (1579), drukarnia M. Garwolczyk
- O Mszej świętej opisanie, Kraków 1586, drukarnia S. Szarffenberger

### Przekłady
- Historia o świętej Annie... według historii łacińskich napisana[3], Kraków 1577, drukarnia S. Szarffenberger (zdaniem Estreichera przekład prawdopodobnie z pierwowzoru pochodzenia niemieckiego)
- Historia o S. Stanisławie biskupie krakowskim, patronie polskim. Przedtym łacińską rzeczą przez uczciwego K. Jana Długosza... szeroko opisana, a teraz polskim językiem... krótko zebrana i opisana, Kraków 1579, drukarnia S. Szarffenberger; wyd. następne: Kraków 1585
- inne prace w rękopisach Archiwum Jasnogórskiego, zob. J. Lewański "Studia nad dramatem polskiego Odrodzenia", Wrocław 1956, Studia Staropolskie, t. 4, s. 120, przyp. 98.

### Prace edytorskie
- Historya o chwalebnym Zmartwychwstaniu Pańskim. Ze czterech S. Ewangelistów zebrana, a wirszykami spisana, Kraków około 1580?, drukarnia M. lub S. Szarffenberger?, (zdaniem Lewańskiego stanowi trzecią chronologicznie wersję popularnego tekstu, skomponowanego w I poł. XVI wieku i prawdopodobnie drukowanego po raz pierwszy przed lipcem roku 1511; Mikołaj z Wilkowiecka, inspirowany przez nakładcę, był przypuszczalnie tylko cenzorem utworu i redaktorem wstawek kanonicznych, względnie także autorem końcowej części tej wersji dialogu; W. Nehring i S. Windakiewicz doszukują się w utworze obcych wpływów, przeczy temu A. Brückner); wyd. następne: Kraków? około 1630? (unikat: Biblioteka PAU, sygn. Cim. 286, bez karty tytułowej; jest to przeróbka, zdaniem Estreichera stanowiąca niemal nową pracę, której autorem mógł być Jan Dachnowski); pt. Historia o Pańskim chwalebnym Zmartwychwstaniu na sławnym Dialogu prout vulgo dicitur Częstochowskim uczyniona, (Warszawa) 1757, (zawiera przedmowę o charakterze szyderczym skierowaną do paulinów, podobno napisaną przez kanclerza J. Małachowskego; tekst różni się od redakcji Mikołaja z Wilkowiecka); pt. Dialog częstochowski, czyli Historya o Zmartwychwstaniu Pańskim, brak miejsca i roku wydania (w opinii Estreichera zapewne było to wyd. warszawskie W. Mitzlera z około 1770; egz. nieznany); z pierwodruku wyd.: S. Windakiewicz, Kraków 1893, BPP nr 25; J. Lewański Dramaty staropolskie. Antologia, t. 2, Warszawa 1959; unikat pierwodruku: Biblioteka Kórnicka, sygn. Cim. O. 496.
- rękopiśmienne przeróbki Historii o Zmartwychwstaniu:
  - rękopis Tańskich, znany K. W. Wójcickiemu – zaginął
  - rękopis Biblioteki Krasińskich, tzw. chełmiński – zniszczony w 1944
  - rękopis z pocz. XVII w., Biblioteka Uniwersytetu Warszawskiego, sygn. 4. 2. 52
  - rękopis z końca XVIII lub pocz. XIX w., opisany przez S. Pigonia

Adaptacja ukraińska, zob. M. Woznjak "Znadiwky do ukrainśkoj wełykodnoj dramy", Zapysky Naukowego Towarzystwa im. Szewczenka 1927, t. 146.